# ルーカスパラドックス
ルーカス・パラドックス（あるいはルーカス・パズル、ルーカスの逆説、英: Lucas paradox, Lucas puzzle）とは、発展途上国の方が一人当たりの資本蓄積が小さく資本の限界生産性が大きいにもかかわらず、資本が先進国から発展途上国に流入せず、むしろ途上国から先進国に流れていること。

## 概要
発展途上国では一人当たりの資本蓄積が小さく、資本が労働に比較して希少な生産要素であることから資本の限界生産物価値は先進国よりも高い。したがって、古典的な経済理論は資本が「資本の限界生産物価値」の低い先進国から途上国に流れることを予測する。しかし、現実には先進国から発展途上国への資本のフローは極めて小さい。1990年にロバート・ルーカスによって議論された。
ルーカス・パラドックスの理論的な説明としては主に以下の3つがある。
1. 技術格差、モデルに組み込まれていない生産要素の賦存量、政策、制度などの国家間の違いから生まれる国家間のファンダメンタルズの違いが発展途上国への資本のフローを阻んでいる。
2. 国家債務不履行のリスク (ソブリン・リスク)、非対称情報などの国際的な資本市場の不完全性が途上国への資本のフローを阻んでいる。
3. 発展途上国では予備的貯蓄誘因（英: The precautional saving-motive）から貯蓄率が高い[2]。そして、資本は貯蓄率の高い途上国から貯蓄率の低い先進国に流れている[2]。これに関連して、ルーカス・パラドックスは配分パズル（英: The allocation puzzle）とも呼ばれている[2]。

## 議論の背景
ルーカスは、貧困地域として認識されていた東南アジアやアフリカへの投資水準が過小であると指摘していた。新古典派的な視点で見ると、アフリカ諸国は、大きな人口規模と豊かな天然資源から資本の限界生産物価値が高い地域であると考えられる。それにも関わらず、アフリカ諸国への資本の流れが非常に小さいことを指摘した。
また、他の経済学者はルーカスが経済のファンダメンタルズが国によって異なることを考慮していないことを指摘している。例えば、国家間の制度（法整備の程度、所有権などの権利の確立程度、社会規範など）が国家間の資本の流れを決める上で重要であることを指摘している。外国直接投資の水準は、受入国のインフラの充実度、政権の安定度などに強く影響されることが示されている。

## 反例
ルーカス・パラドックスは1980年代以降の世界経済を記述する上では受け入れられているが、この現象（資本が「資本の限界生産性」が高い途上国に流れないこと）は20世紀に入るまでは観察されていなかった。例えば、植民地時代は莫大な量の資本が国家間を駆け巡っていた。帝国主義は、古典的な経済学が予測する通りの国家間の資本の流れを生み出していた。例えば、大英帝国は北米大陸やインド、アフリカなどにおいて質の高い制度を作り、それによってそれらの地域で資本の限界生産性が上昇し、それに反応するようにそれらの地域に資本が流れた。
ジェフリー・ウィリアムソン（英語: Jeffrey G. Williamson）は、植民地時代にルーカス・パラドックスが観察されていたのかどうかについて検証している。ルーカスは強調していないことであるが、ウィリアムソンは労働の流れが資本の流れに代替するものと考えられることを指摘している。帝国主義は国際的な労働の移動を低コストで実現し、大英帝国内で賃金が同一レベルに収束するのに極めて重要な役割を果たした。例えば、17-18世紀には、イギリスはアメリカ大陸への移住を奨励し、そこで働いてもらうことでその後の移住をより簡単に行えるようにした。
イギリスは資本が旧世界から新世界に自由に流れるようにしたが、その後のアメリカ合衆国の独立後のアメリカ経済の成功は、制度面の充実が資本を引き付ける上で重要であることを例証した。アメリカ合衆国憲法が定めた私的所有権、個人の自由、契約法などによって、植民地関係がなくても資本がイギリスからアメリカに流れることが示された。このように、アメリカ合衆国の独立前後の時代は、ルーカス・パラドックスが観察されない状況を例証している。アメリカの所得水準がイギリスの水準を越えてもなお、アメリカの充実した法制度等によって資本がヨーロッパからアメリカに流れ続けたのである。